# Gare de Casino-Lacroix-Laval
La gare de Casino-Lacroix-Laval est une gare ferroviaire française située sur la commune de La Tour-de-Salvagny, à proximité immédiate du casino Le Lyon Vert, dans la métropole de Lyon et la région Auvergne-Rhône-Alpes.

## Situation ferroviaire
La halte se situe à une altitude de 240 m au point kilométrique 9,500 de l'ancienne ligne Mangini de Lyon Saint Paul à Montbrison aujourd'hui celle du Tram-train de l'Ouest Lyonnais :

La Gare de Casino-Lacroix-Laval est située entre les gares de Charbonnières-les-bains et de Gare de La Tour-de-Salvagny sur la ligne du Tram-train de l'Ouest Lyonnais.

## Histoire
Cette halte a été créée en 1997 à la demande du directeur du Casino Le Lyon vert qui s'est engagé à acheter 400 mille tickets par an pour ses clients. Des aménagements plus récents permettent l'accès au Parc de Lacroix-Laval.

## Service voyageurs

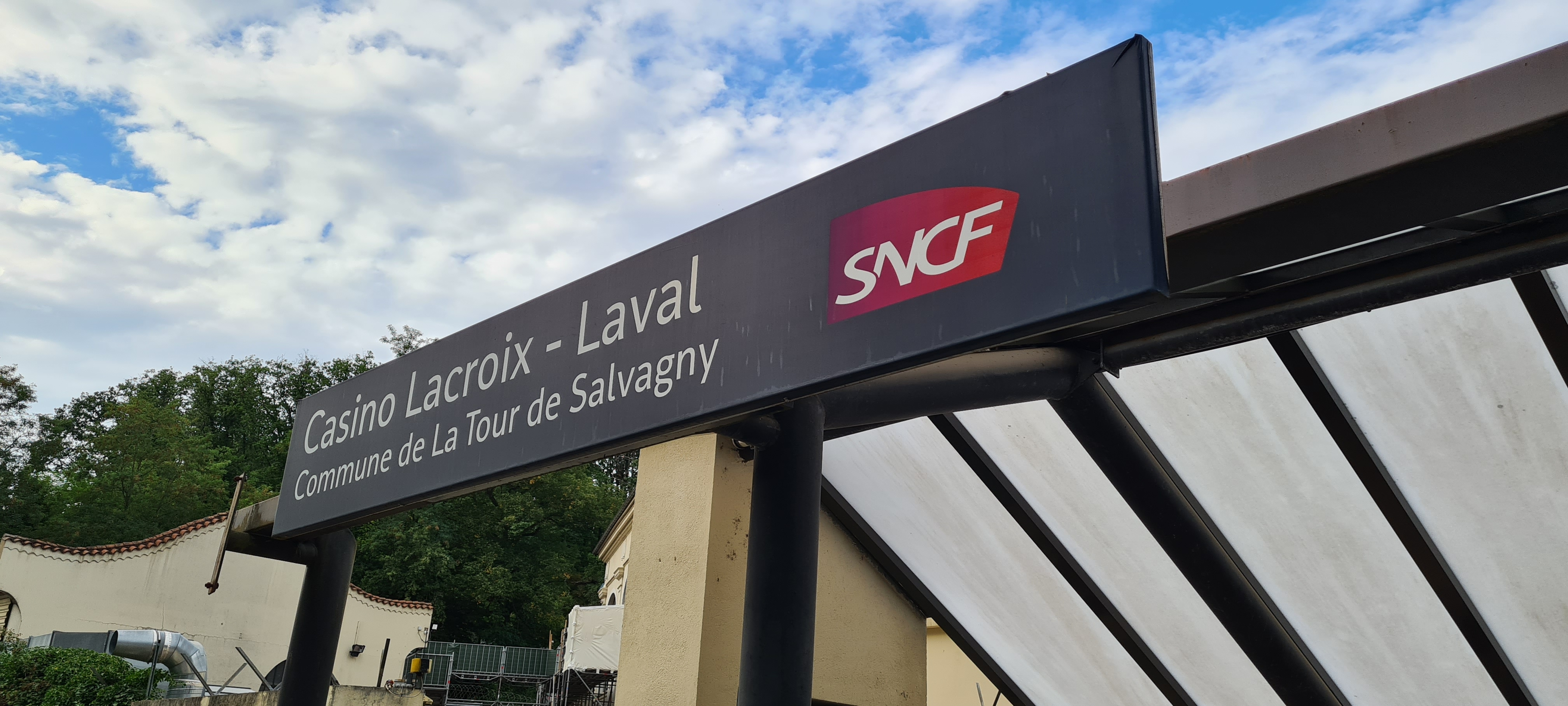
Panneau de la gare de Casino Lacroix-Laval.

### Accueil
Halte SNCF, c'est un point d'arrêt non géré (PANG) à entrée libre.

### Dessertes

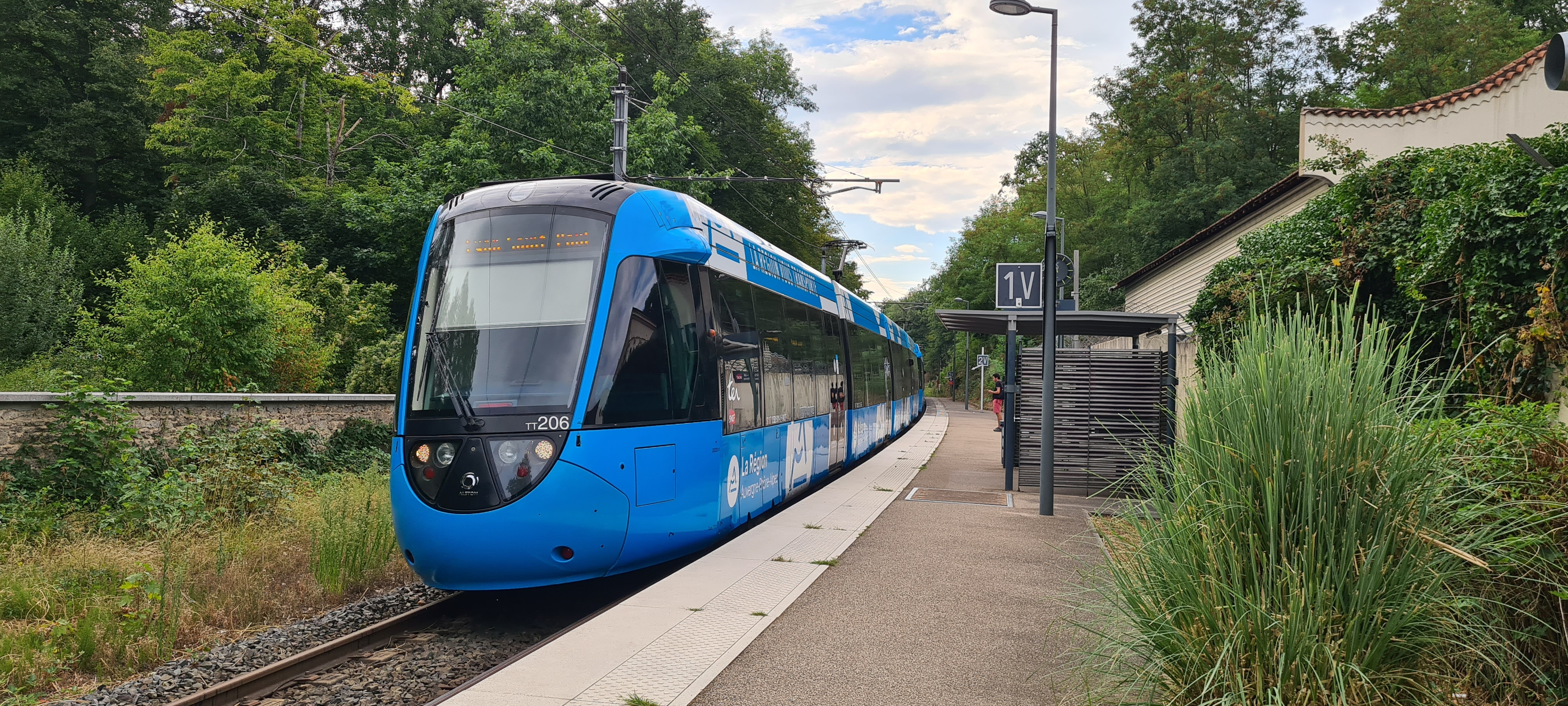
Tram-train entrant en gare de Casino Lacroix-Laval.

Casino-Lacroix-Laval est desservie par des trains du réseau TER Auvergne-Rhône-Alpes (ligne Lyon - Sain-Bel).